# Лъв II (папа)
Свети Лъв II е римски папа в периода 17 август 681 г. до 28 юни 683 г.
Той е сицилианец по рождение (син на някой си Павел) и наследява папа Агатон. Въпреки че е избран за папа няколко дни след смъртта на Агатон (10 януари 681), той не е ръкоположен в продължение на година и седем месеца (17 август 682). Известен е като красноречив проповедник, който се интересува от музика и е бил известен със своето милосърдие към бедните.